# Casas del Monte
Casas del Monte – gmina w Hiszpanii, w prowincji Cáceres, w Estramadurze, o powierzchni 27,61 km². W 2011 roku gmina liczyła 817 mieszkańców.